# 指田禎一
指田 禎一（さした よしかず、1940年2月13日 - ）は、日本の経営者。日清紡績社長、会長を務めた。

## 来歴・人物
千葉県出身。1963年に東京大学法学部を卒業し、同年に日清紡績に入社した。1994年6月に取締役に就任し、1999年6月に常務を経て、2000年6月に社長に就任。2004年6月に会長に就任し、2009年6月には相談役に就任。